# Walter Heun
Walter Heun (* 10. Juli 1962 in Hof) ist ein deutscher Kulturmanager, Tanz- und Theaterproduzent.

## Leben
Heun begann seine Karriere 1984 als Mitbegründer des Choreografen-Kollektivs Dance Energy und als Leiter der Tanztage München im Jahr 1986 und 1989. Seitdem engagiert er sich als Initiator, Mitglied und künstlerischer Leiter in verschiedenen nationalen und internationalen Institutionen insbesondere für den zeitgenössischen Tanz und die Performancekunst.
1990 gründete er die Tanz- und Theaterproduktionsfirma Joint Adventures. 1987 war Heun Mitbegründer der Tanztendenz München e. V. und übernahm bis 1993 die Geschäftsführung dieser zentralen Proben- und Produktionsstätte für die Münchner Tanzszene. 1990 initiierte und koordinierte er das Festival BRDance, das erstmals zeitgenössischen Tanz aus Deutschland bundesweit in 15 Städten und ca. 120 Vorstellungen präsentierte, sowie ein Symposium zur Ausbildungssituation im zeitgenössischen Tanz in Deutschland.
1991 realisierte Heun erstmals die Tanzwerkstatt Europa in München. Ebenfalls 1991 rief er das Nationale Performance Netz (NPN), ein Modell zur Förderung der Kooperation von Künstlern und Veranstaltern sowie zur Distribution zeitgenössischer Tanz- und später auch Theaterproduktionen, ins Leben. 
Er war künstlerischer Berater und Programmplaner diverser Festivals (Internationales Tanzfestival Nordrhein-Westfalen 1996; Ideen des März, Bayerische Theaterakademie im Prinzregententheater München, 1993–1997).

### Künstlerischer Leiter in Luzern und Wien
1999–2004 war Heun künstlerischer Leiter von luzerntanz am Luzerner Theater, dem von ihm initiierten choreographischen Zentrum, das die in Frankreich bekannten Produktionsweisen der „Maison de la danse“ und der „Centres chorégraphiques“ mit dem Stadttheatermodell des deutschsprachigen Raums in Einklang brachte. Dort realisierte er neben der regulären Produktionstätigkeit auch mehrere Festivals und Events wie „Schweizer Tanztage 2000“, „Body as site – Body as bite“ und „Nouvelle danse“.
Seit der Spielzeit 2009/2010 ist Heun künstlerischer Intendant des Tanzquartier Wien.

## Mitgliedschaften
- Gründe des Dance Network Europa (1992–1994)
- Gründer des European Network for the Research of Contemporary Dance Production (1994–2000).
- Erster Vorsitzender des Bayerischen Landesverbands für zeitgenössischen Tanz (seit 1997)
- Mitbegründer und Co-Veranstalter der Tanzplattform Deutschland
- Sitz im Executive Committee des Informal European Theatre Meeting (1992–1994)
- European Network of Information Centers for the Performing Arts (1994–2000)

## Auszeichnungen
- Chevalier des Arts et des Lettres (2014)